# Tlumačov (kraj pilzneński)
Tlumačov – gmina w Czechach, w powiecie Domažlice, w kraju pilzneńskim. Według danych z dnia 1 stycznia 2013 liczyła 412 mieszkańców.